# Женская сборная Франции по регби-7

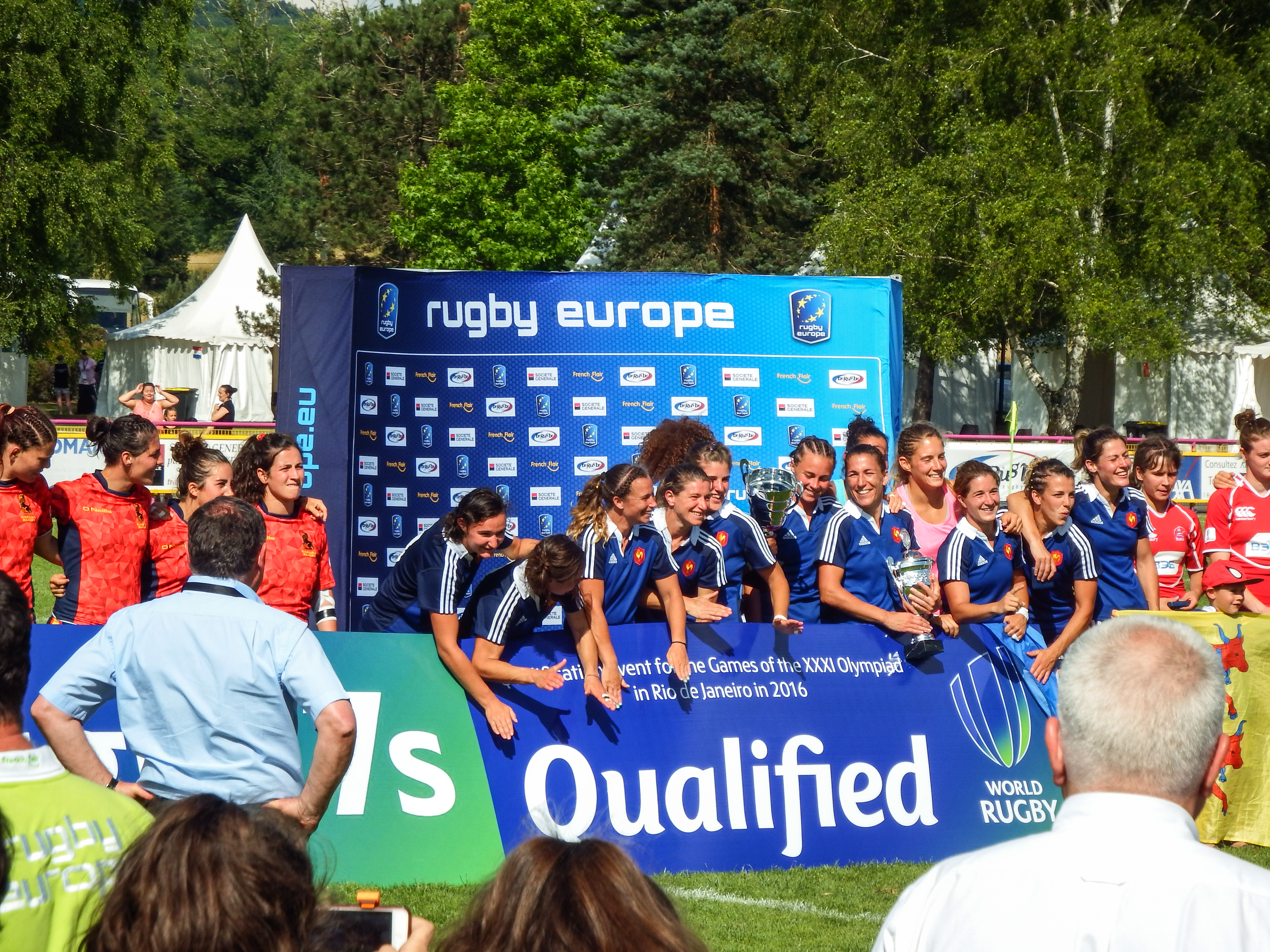
Сборная Франции празднует победу на этапе чемпионата Европы 2015 года в Мальмор-сюр-Коррез и выход на Олимпиаду в Рио

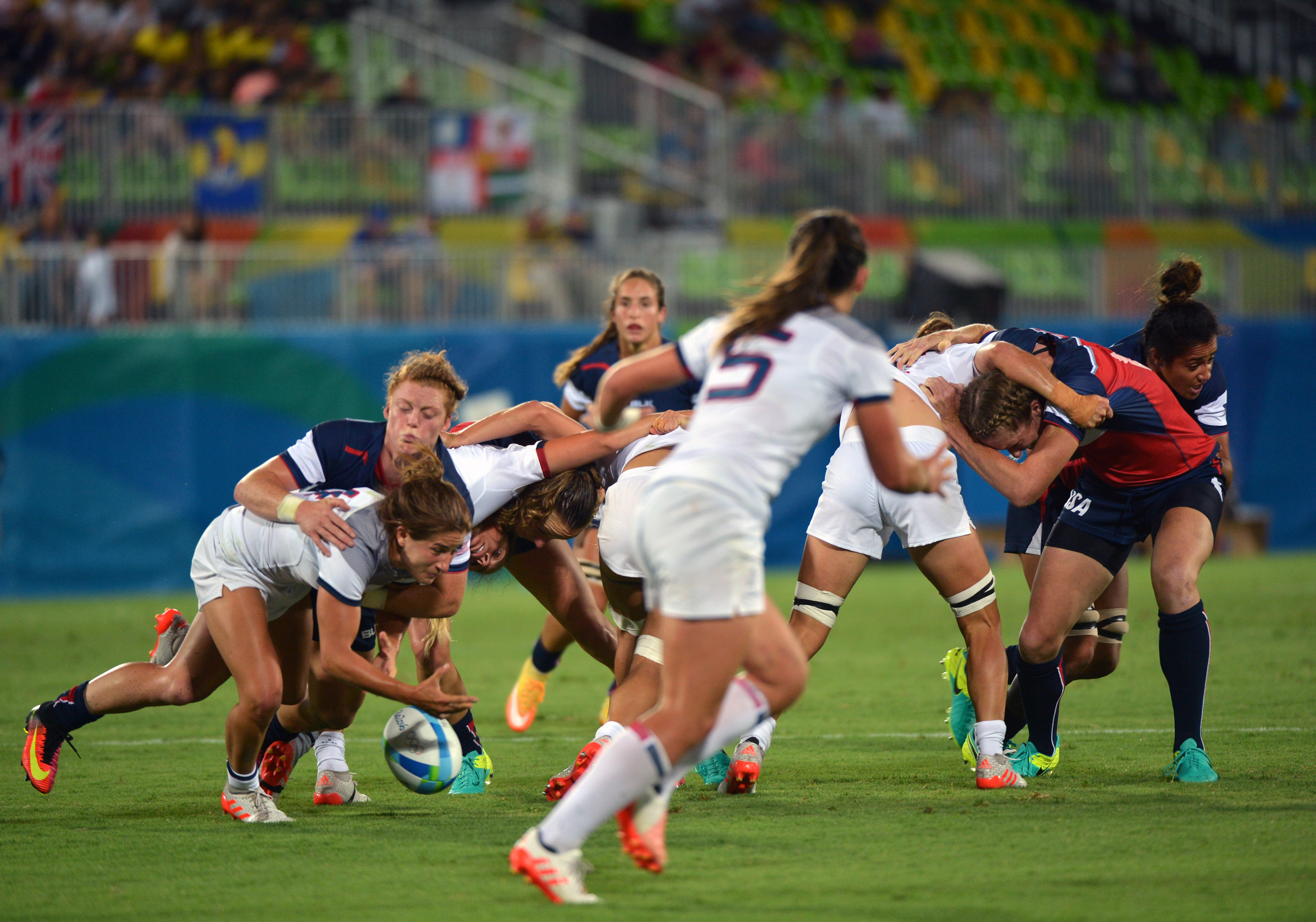
Матч сборных Франции и США на Олимпиаде в Рио

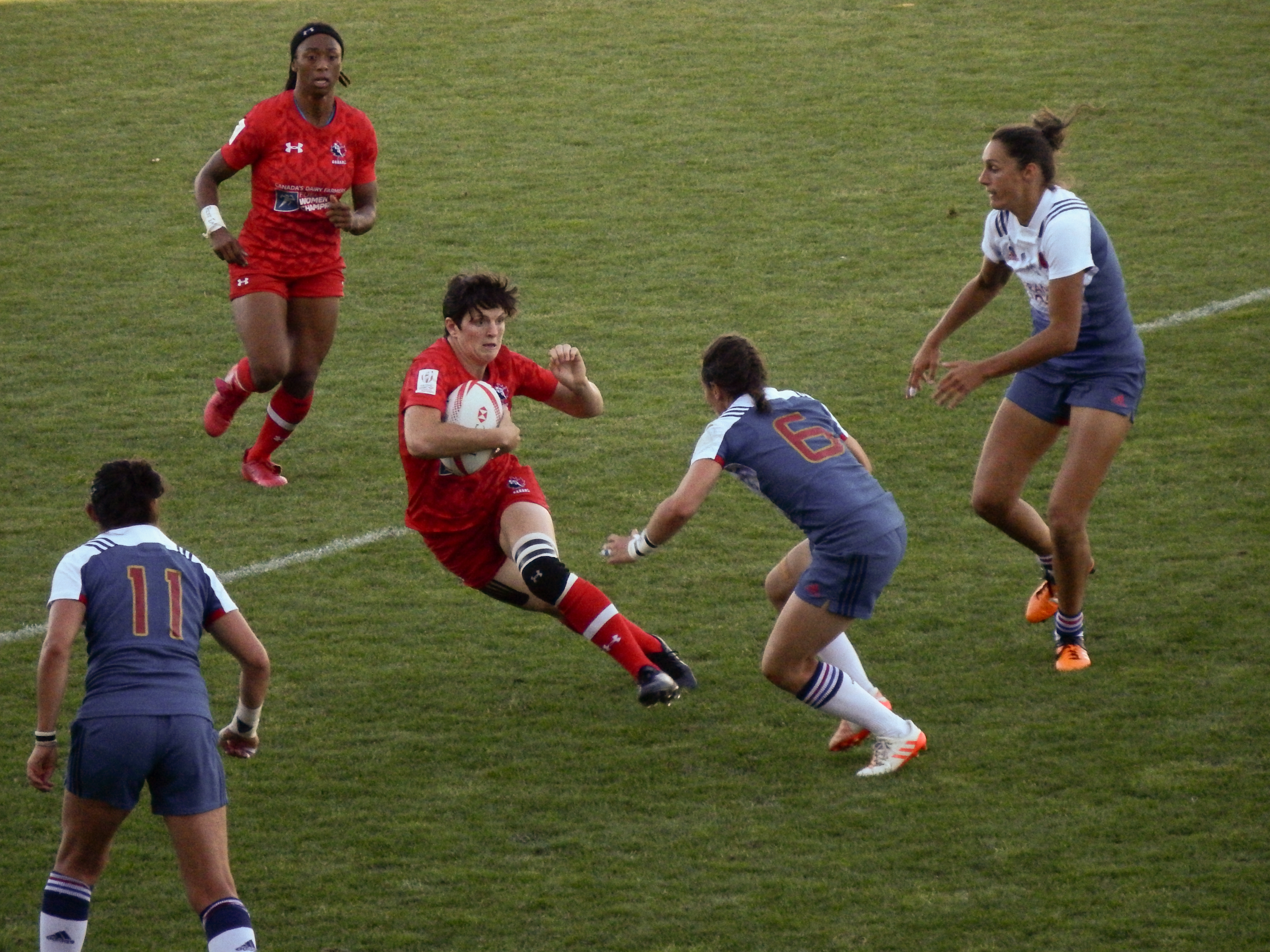
Матч сборных Франции и Канады на этапе Мировой серии во Франции в 2017 году

Женская сборная Франции по регби-7 (фр. Équipe de France féminine de rugby à sept) — национальная женская сборная, представляющая Францию на международных соревнованиях по регби-7. Руководящий орган, отвечающий за сбор команды — Французская федерация регби. В команду могут призываться регбистки, у которых заключён специальный контракт с федерацией. Команда входит в число постоянных участниц Мировой серии по регби-7 среди женщин, начиная с сезона 2014/2015; также она выступила на первом олимпийском турнире по регби в 2016 году в Рио-де-Жанейро.
Сборная Франции участвует в чемпионатах Европы по регби-7 с первого розыгрыша, состоявшегося в 2003 году. На чемпионатах мира дебютировала в 2009 году с первого розыгрыша, в Мировой серии по регби-7 выступает с сезона 2012/2013, став в сезоне 2014/2015 постоянной участницей («командой ядра») розыгрышей. Франция является серебряным призёром Олимпийских игр 2020 в Токио, серебряным призёром чемпионата мира по регби-7 2018 года в Сан-Франциско и обладательницей 12 медалей розыгрышей чемпионатов Европы (в том числе чемпионкой 2007 и 2015 годов). В сезоне 2017/2018 француженки по итогам розыгрыша Мировой серии завоевали бронзовые медали.
Многие французские спортсменки, выступающие за сборную по регби-7, имеют также опыт выступлений за сборную по регби-15 (они участвовали в матчах Женского Кубка шести наций или женского чемпионата мира).

## Тренеры
|   | Период работы | Имя               |
| - | ------------- | ----------------- |
| 1 | 2006—2009     | Фредерик Помарель |
| 2 | 2010—н.в.     | Давид Курте       |

## Достижения и медали
| Чемпионаты мира (0)                          | Мировые серии (0) | Чемпионаты Европы (2) | Олимпийские игры (0)       |
| -------------------------------------------- | --- | --- | -------------------------- |
| - 2009: 7-е место - 2013: 11-е место - 2018: | - 2012/2013: 12-е место (приглашённый участник) - 2013/2014: 8-е место (приглашённый участник) - 2014/2015: 6-е место - 2015/2016: 5-е место - 2016/2017: 7-е место - 2017/2018: - 2018/2019: 5-е место - 2019/2020: 4-е место | - 2003: - 2004: - 2005: 5-е место - 2006: 6-е место - 2007: - 2008: 5-е место - 2009: 5-е место - 2010: - 2011: 5-е место - 2012: - 2013: - 2014: - 2015: - 2016: - 2017: - 2018: - 2019: - 2021: не участвовали | - 2016: 6-е место - 2020 : |

## Состав
5 июля 2021 года сборная Франции объявила список из 12 основных игроков и одной резервистки, которые будут участвовать в Олимпийских играх в Токио. На роль резервистки, которая должна была заменить любого травмировавшегося на турнире игрока, изначально была заявлена Жоана Грисе, однако она сама получила травму, и её заменила Нассира Конде.
Состав
| Номер | Имя                | Дата рождения | Рост, см |   |                |           |     |
| ----- | ------------------ | ------------- | -------- | - | -------------- | --------- | --- |
| Номер | Имя                | Дата рождения | Рост, см | 1 | Серафин Окемба | 3.12.1995 | 177 |
| 2     | Анн-Сесиль Чиофани | 14.12.1993    | 180      |   |                |           |     |
| 3     | Хлоэ Пелль         | 14.11.1989    | 162      |   |                |           |     |
| 4     | Хлоэ Жаке          | 17.4.2002     | 166      |   |                |           |     |
| 5     | Жад Улутуль        | 12.10.1992    | 164      |   |                |           |     |
| 6     | Фанни Орта         | 22.1.1986     | 165      |   |                |           |     |
| 7     | Корали Бертран     | 10.4.1994     | 172      |   |                |           |     |
| 8     | Камиль Грассино    | 10.9.1990     | 165      |   |                |           |     |
| 9     | Карла Нейсен       | 8.3.1996      | 163      |   |                |           |     |
| 10    | Каролин Друан      | 7.7.1996      | 172      |   |                |           |     |
| 11    | Шеннон Изар        | 8.5.1993      | 173      |   |                |           |     |
| 12    | Лина Герен         | 16.4.1991     | 175      |   |                |           |     |
| 13    | Нассира Конде      | 30.7.1999     | 173      |   |                |           |     |

| Должность      | Имя           | Гражданство | Дата рождения |
| -------------- | ------------- | ----------- | ------------- |
| Главный тренер | Давид Курте   | Франция     | 30.5.1972     |
| Тренер         | Жермен Игарза | Франция     | 6.6.1983      |
| Менеджер       | Кристоф Рей   | Франция     | 6.11.1967     |

## Форма
| 2020 (домашняя) | 2020 (гостевая) |